# Klasični mongolski jezik
Klasični mongolski jezik (ISO 639-3: cmg), povijesni jezik koji se oko 1500 govorio u središnjoj Aziji. Pripadao je mongolskoj skupini altajske porodice jezika. prema Merritu Ruhlenu (1991), jedan je od 3 ogranaka mogolskih jezika. Ostala dva su istočnomongolski i zapadnomongolski jezici.

## Vanjske poveznice
- The Classical Mongolian Language